# Sergueï Tchoudinov
Sergueï Sergueïevitch Tchoudinov (en russe : Сергей Сергеевич Чудинов), né le 8 juin 1983 à Tchoussovoï, est un skeletoneur russe. Au cours de sa carrière, il a pris part aux Jeux olympiques de Vancouver 2010 où il a fini douzième et aux Jeux olympiques de Sotchi 2014, terminant à la cinquième place. Aux championnats du monde 2013 remportés par son compatriote Alexander Tretiakov, il s'offre une première médaille internationale en obtenant le bronze. Enfin en coupe du monde, il est monté sur trois podiums consécutivement lors de la Saison 2010-2011, dont une victoire à Lake Placid.
Prenant part aux Jeux olympiques de Sotchi en 2014, il en est disqualifié rétroactivement, et banni à vie des Jeux olympiques, son échantillon de contrôle antidopage ayant disparu comme ceux d'une trentaine d'autres athlètes russes.

## Palmarès

### Jeux olympiques d'hiver
- 6e aux Jeux olympiques d'hiver de 2010 à Vancouver.

### Championnats du monde de skeleton
- Médaille de bronze en : 2013.

### Championnats d'Europe de skeleton
- Médaille d'argent en : 2011.

### Coupe du monde
- Meilleur classement en individuel : 4e en 2011.
- 3 podiums individuels : 1 victoire et 2 deuxièmes places.

#### Détails des victoires en Coupe du monde
| Édition   | Piste       | Total |
| 2010-2011 | Lake Placid | 1     |